# Бич Божий (фильм, 1966)
Бич Божий (пол. Bicz Boży) — польский чёрно-белый художественный фильм, комедия 1966 года.

## Сюжет
Павел Рашевич — офицер милиции в маленьком городке. Он жалуется на нехватку интересных дел. Если бы он смог раскрыть какое-нибудь запутанное уголовное дело, возможно, тогда его бы перевели работать в столицу. Его младший брат Фелек очень хочет ему помочь, поэтому он отправляет письма людям, которые делают что-то плохое. Он подписывается псевдонимом «Бич Божий». Жители города теряются в догадках: кто автор писем? кто этот «Бич Божий»?

## В ролях
- Станислав Микульский — Павел Рашевич, милиционер
- Пола Ракса — Ханя, девушка Павла
- Ремигюш Зажицкий — Фелек Рашевич, брат Павла
- Барбара Драпинская — пани Зося, мать Павла и Фелека
- Кристина Борович — Цешковская, подруга пани Зоси
- Ванда Хлёупек — Штернерова, подруга пани Зоси
- Кристина Карковская — Глэмбишевская, подруга пани Зоси
- Леон Немчик — Глэмбишевский, адвокат
- Ирена Карел — любовница адвоката
- Мария Каневская — Арцимовичова, начальник комиссионного магазина
- Ежи Беленя — Куля, владелец ресторана
- Цезары Юльский — Цезарь, мясник
- Роман Сыкала — председатель городского совета
- Рышард Дембиньский — председатель кооператива
- Влодзимеж Скочиляс — руководитель продажи в кооперативе
- Рышард Рончевский — начальник производства в кооперативе
- Теодор Гендера — активист
- Ежи Пшибыльский — доктор
- Януш Гайос — Клень, милиционер
- Анджей Выкрентович — Гломбик, милиционер
- Ежи Зигмунт Новак — Ковальчик, милиционер
- Мариуш Дмоховский — приходский ксёндз
- Станислав Мильский — Антони, помощник ксёндза
- Зофья Вильчиньская — ханжа
- Александра Дмоховская — ханжа
- Мария Козерская — ханжа
- Магда Целювна — девочка